# Велика награда Велике Британије 1994.
Велика награда Белике Британије 1994. године је била трка у светском шампионату Формуле 1 1994. године која се одржала на аутомобилској стази „Силверстуон“ у Силверстоуну, 10. јула 1994. године.
Победник је био Дејмон Хил, другопласирани Жан Алези, док је трку као трећепласирани завршио Мика Хакинен.